# Tiberiu Curt
Tiberiu Cristian Curt (n. 26 aprilie 1975, Medgidia, Constanța, România) este un fost fotbalist român care a jucat pe postul de fundaș. În cariera sa Curt a jucat în 319 meciuri de Divizia A pentru echipele Farul Constanța, Rapid București, FC U Craiova, Steaua și Dinamo București, dar cele mai multe dintre meciuri le-a jucat pentru FC Național, 135. În ciuda faptului că și-a început cariera de fotbalist foarte târziu, la 12 ani, Tiberiu Curt face parte dintr-un grup mic de jucători care au jucat pentru toate cele trei echipe importante din București: Steaua, Dinamo și Rapid.

## Carieră internațională
Tiberiu Curt a jucat pentru România doar în 2 meciuri, în 1996, împotriva lui Israel și a Emiratelor Arabe Unite.

## Legături externe
- Tiberiu Curt la RomanianSoccer
- Profilul lui Tiberiu Curt pe Soccerway